# 丁格穹丘
67°3′S 48°54′E / 67.050°S 48.900°E
丁格穹丘是南極洲的穹丘，位於恩德比地，處於薩克拉里半島北端，海拔高度超過400米，在1956年由澳大利亞的探險隊發現，現時由南極條約體系管理。